# Elizabeth Sparhawk-Jones

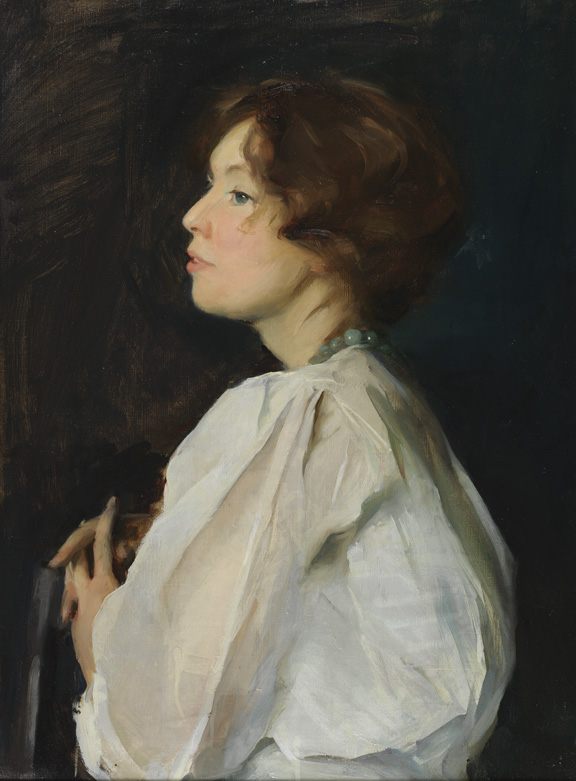
Alice Kent Stoddard, retrato de Elizabeth Sparhawk-Jones, 1910

Elizabeth Sparhawk-Jones (1885–1968) fue una pintora estadounidense que vivió en Nueva York, Filadelfia y París.  Tuvo una carrera de éxito como pintora en el cambio de siglo, exponiendo sus obras internacionalmente y ganando premios. Tuvo un colapso mental que provocó una quiebra de su carrera y volvió a tener una segunda carrera después creando pinturas modernas en acuarela. Fue residente en tres colonias de artistas, con escritores y músicos notables. Las obras de Sparhawk-Jones se encuentran en los museos de arte estadounidenses, incluido el Instituto de Arte de Chicago, el Museo Metropolitano de Arte y el Museo de Arte Moderno.

## Vida personal

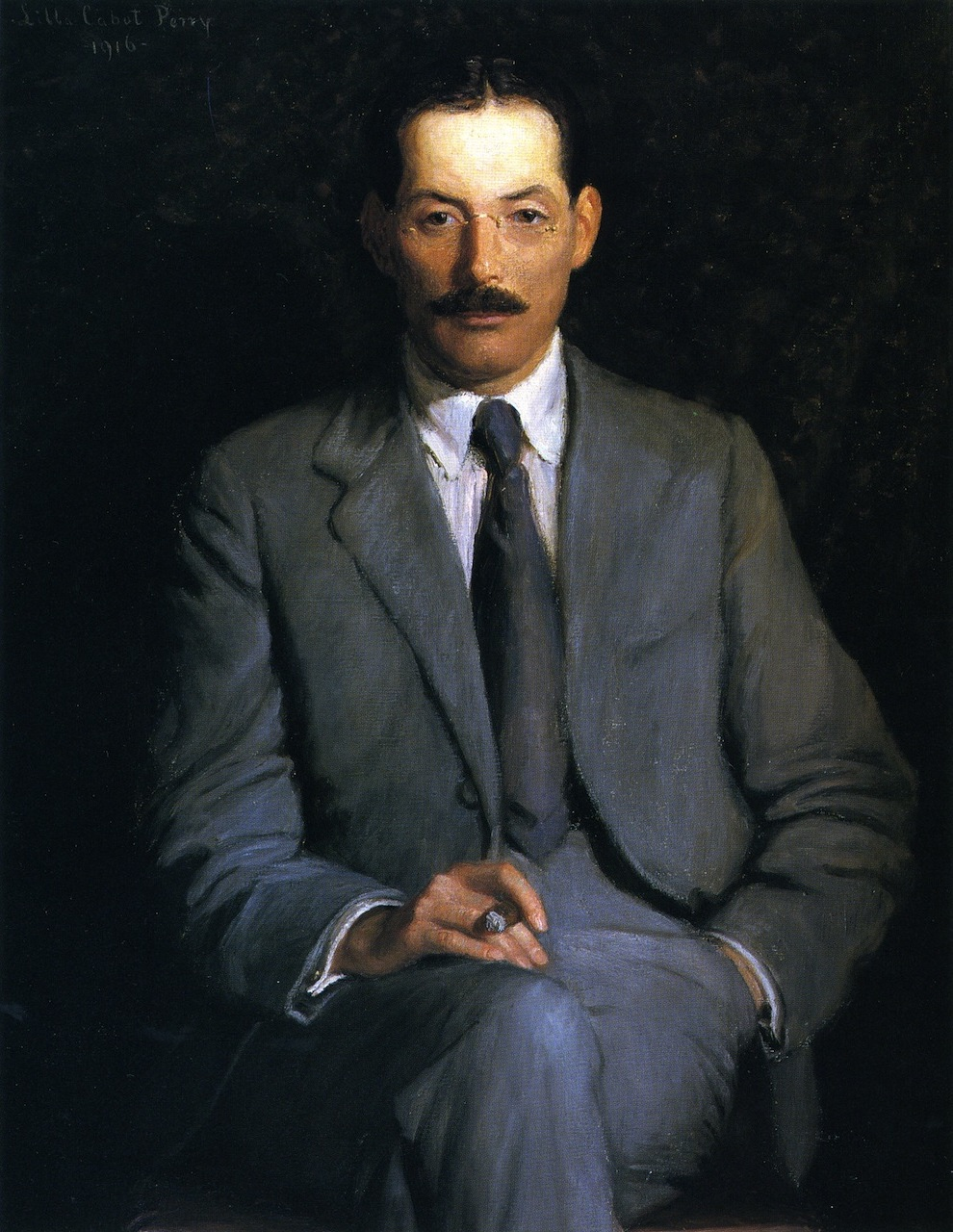
Lilla Cabot Perry, Edwin Arlington Robinson, 1916, Colby College Colecciones especiales, Waterville, Maine

### Familia
Isabel era hija del Rev. John Sparhawk Jones y Harriet Sterett Winchester, quienes crecieron en el norte del condado de Baltimore en la propiedad de Clynmalira. John Sparhawk Jones fue clérigo en la Iglesia Presbiteriana Brown Memorial en Bolton Hill en Baltimore hasta 1890.  Los Sparhawk-Joneses se trasladaron a Filadelfia después de que John sufriera una profunda depresión  y se convirtió en el pastor de la Iglesia del Calvario en 1894. 
Su madre era una mujer dominante que, sin embargo, creía en permitir que los niños siguieran sus talentos e intereses.  Ella introdujo a Elizabeth y su hermana Margaret a la literatura clásica.   Sus padres alentaron a Elizabeth a seguir su interés por el arte,  que comenzó alrededor de los siete años de edad.  Ganó el primer premio en un concurso de arte nacional cuando era niña  y dejó la escuela a los 15 años para asistir a la Academia de Bellas Artes de Pensilvania (PAFA).  Sparhawk-Jones eligió unir su apellido con guion, a diferencia de su padre  y otros miembros de su familia. 
El primer amor de Sparhawk-Jones fue Morton Livingston Schamberg, quien fue compañero artista y estudiante en la Academia de Bellas Artes de Pensilvania.  Sus padres, sin embargo, no aprobaban su relación con Schamberg, probablemente porque era judío. En 1906, sus padres la persuadieron para que rechazara la codiciada beca de viaje de dos años de la PAFA, que la habría llevado a París al mismo tiempo que Schamberg. Su relación terminó entonces. 
Mientras la familia estaba de vacaciones,  el padre de Elizabeth murió el 20 de agosto de 1910, en Vermont  en Bread Loaf. Ese año, Margaret se graduó de la Universidad de Pensilvania con una maestría.  Margaret se casó con Bayard Turnbull en París en octubre de 1913  en contra de los deseos de su madre.  Elizabeth se agotó por los esfuerzos de su carrera, la tensión en la relación con su hermana Margaret y las pérdidas financieras familiares. 

### Colapso mental
Sparhawk-Jones luchó contra la depresión, como su padre, y cuando no se encontraba bien quemaba sus pinturas, lo que reducía la cantidad de obras disponibles para la venta.  En 1913,   Sparhawk-Jones tuvo un colapso mental e ingresó en el Hospital de Pensilvania  durante tres años.   La experiencia fue dura para ella y cambió para siempre. Sparhawk-Jones estaba aterrorizada en el manicomio, y estuvo sujeta a tratamiento con drogas sedantes.  Se mudó con su madre después de que fue dada de alta del hospital en 1916.  Sparhawk-Jones soportó con las pérdidas de su maestro William Merritt Chase, quien murió en 1916, y Morton Shamburg, quien murió en 1918.  Pero ella no trabajó como artista durante unos 12 años. 

### Relaciones

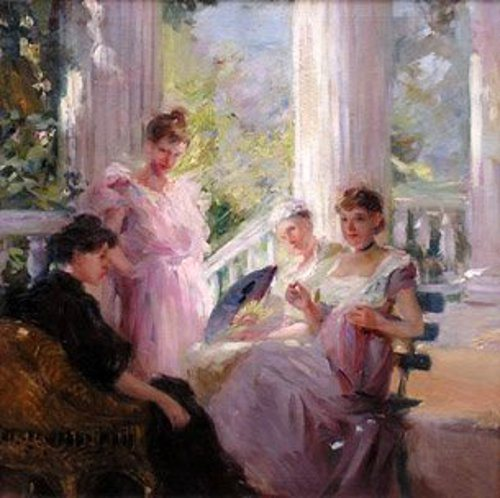
Elizabeth Sparhawk-Jones, El porche, 1907

Sparhawk-Jones apreciaba la compañía de los escritores sobre otros artistas y disfrutó de los períodos en los que vivió en retiros de artistas, como la MacDowell Colony y Yaddo, que tenían escritores, músicos y artistas residentes.  Edwin Arlington Robinson (1868–1935), un poeta ganador del premio Pulitzer,  y Sparhawk-Jones visitaron la colonia MacDowell al mismo tiempo durante un total de diez años.  Tuvieron una relación romántica en la que ella estaba enamorada de él,  se dedicó a él, lo entendió y no lo presionó por una relación más íntima. Él la llamaba Sparhawk y fue cortés con ella.  Tuvieron una relación que D.H. Tracy describió como "cortesana, tranquila e intensa". Cuando murió, Sparhawk-Jones asistió a su vigilia y luego pintó varios cuadros en memoria suya.  Ella lo describió como un hombre encantador, sensible y emocionalmente arraigado con altos valores morales. 
Sparhawk-Jones era amiga de la escultora Nancy Cox-McCormack, con quien mantuvo correspondencia entre 1935 y 1956,  Marsden Hartley,  y Hudson Walker (de la Galería Hudson Walker).  Sparhawk-Jones era conocida por su humor e ingenio, pero confió en una entrevista de 1964 que siempre se sintió sola, prefiriendo un estilo de vida tranquilo. 

### Residencias
Sparhawk-Jones pasó parte de su vida adulta en Filadelfia y sus alrededores, incluida la zona rural de Westtown, Pensilvania. Visitaba París a menudo durante un máximo de seis meses seguidos y volvía a pasar tiempo con su familia.  A mediados de la década de 1950, se mudó a París y vivió allí al menos hasta mediados de la década de 1960.  Murió en 1968 y está enterrada en el mismo cementerio que su hermana y sus padres en el norte del condado de Baltimore, Maryland. 

## Formación

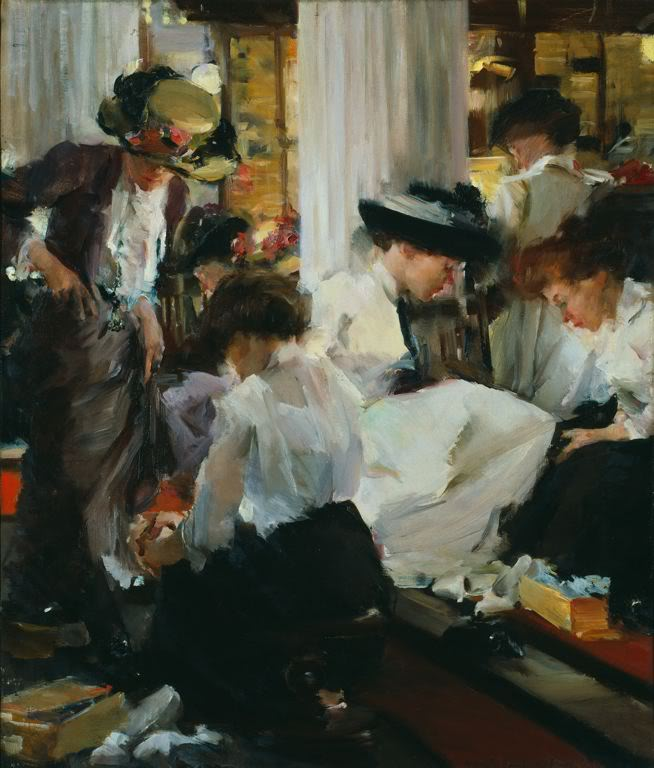
Elizabeth Sparhawk-Jones, Zapatería, 1911

Sparhawk-Jones estudió en la Academia de Bellas Artes de Pensilvania (PAFA).  Desde alrededor de 1900, cuando tenía 15 años hasta alrededor de 1903, cuando Thomas Anshutz, Charles Sheeler y Morton Livingston Schamberg estaban allí. Anshutz impartía clases de bocetos con modelos de yeso y modelos vestidos.  Recibió cartas de aliento y críticas de William Merritt Chase,  quien impartía una clase de retrato.  Durante uno de los veranos en la PAFA, estudió en París en la Academie de la Grande Chaumiere, donde encontró las clases de dibujo al natural más libres que en los Estados Unidos. En París, las modelos incluían adolescentes y mujeres jóvenes y bonitas, y había franqueza y comodidad con la desnudez.  Sparhawk-Jones asistió a la Darby School of Painting en Fort Washington,  con Anshutz,  quien fue cofundador de esa escuela de verano y enseñó allí hasta 1910.  Aprendió arte moderno a través de Schamberg, quien fue su novio en ese periodo en la PAFA. 

## Carrera

### Carrera temprana
Sparhawk-Jones ya se mantenía a sí misma con las ventas de sus pinturas al óleo y acuarela cuando tenía dieciocho años. Pintaba escenas de mujeres leyendo o comprando, así como de madres y niños caminando por un parque.  Sus obras impresionistas, conocidas por sus colores vivos, se exhibieron internacionalmente en 1908,  en la exposición internacional del Carnegie Institute, donde fue la única mujer en ganar un premio y la única artista de los Estados Unidos en recibir una mención de honor.  Ese año, The New York Times la llamó "el hallazgo del año",   habiendo encontrado que su pintura The Porch era el "lienzo más inolvidable" en la exposición. Los críticos de arte compararon su uso del color y sus pinceladas expresivas con el estilo de William Merritt Chase. 

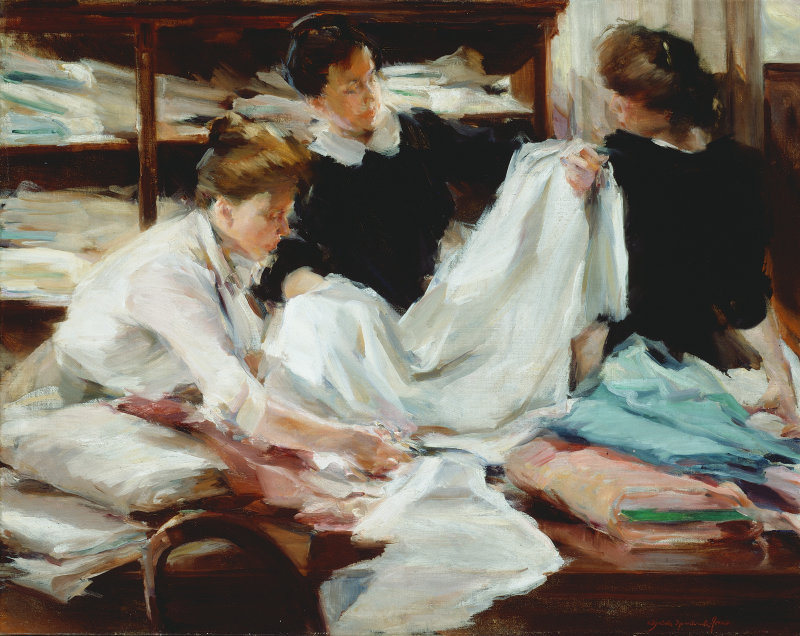
Elizabeth Sparhawk-Jones, Chicas dependientas de tienda, 1912

Expuso en la Academia de Bellas Artes de Pensilvania y en 1908 y 1912 recibió el Premio Mary Smith.  El premio de 1908 lo ganó Patines de ruedas  y el premio de 1912 lo ganó una pintura de una floristería en París  titulada En primavera, que destaca por sus colores radiantes.  El retrato de Sparhawk-Jones, pintado por Alice Kent Stoddard de 1911, se encuentra en la colección de la Academia de Bellas Artes de Pensilvania. 
Zapatería, que pintó en 1911, captura las caóticas excursiones de compras de las cosmopolitas Nuevas Mujeres del siglo XX. Esto se compara con la pintura más tranquila de William Glackens titulada The Shoppers (1907). Ambas pinturas, sin embargo, captan a mujeres adineradas que tienen un nuevo interés en ir de compras por la ciudad, como lo demuestran las figuras de las pinturas.  The Journal of the American Medical Association, que utilizó Shoe Shop como su portada del 24 de marzo de 1999, describiendo a Sparhawk-Jones como "ingeniosa, enérgica y de talento".  Recibió atención crítica positiva por sus pinturas, pero Sparhawk-Jones no disfrutó y evitó promocionar su obra. 
Su pintura Shop Girls c. 1912 se exhibió en el Instituto de Arte de Chicago como parte de la intención de elegir "pequeñas obras maestras estimulantes" de las obras de artistas estadounidenses de finales del siglo XIX y principios del siglo XX.  Ahora en la colección del Instituto de Arte,  Shop Girls fue la primera pintura de mujer comprada por los Amigos del Arte Americano del Instituto de Arte. Fue comprada en 1913 a Sparhawk-Jones por 550 $. Las pinturas de las mujeres generalmente no eran tan veneradas como las pinturas de hombres, que en ese momento podían llegar a varios miles de dólares por pintura.   La pintura se convirtió en un cartel en la década de 1980 del Departamento de Trabajo de Nueva York,  que tenía la siguiente cita:

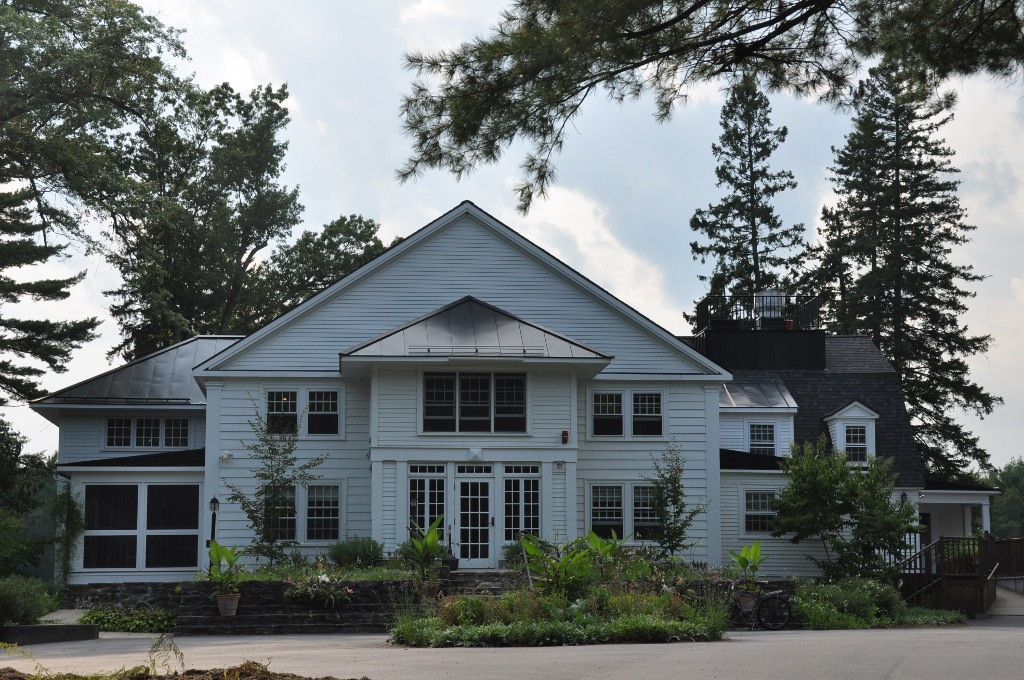
Casa principal, colonia MacDowell, Peterborough, New Hampshire

- Casa principal, colonia MacDowell, Peterborough, New Hampshire"A lo largo de los años, imágenes radicalmente diferentes han ayudado a dar forma a la visión siempre cambiante de Estados Unidos sobre el mundo del trabajo. Quizás en ninguna parte este fenómeno es más evidente que en las señales contradictorias que Estados Unidos ha enviado a las mujeres trabajadoras a lo largo de nuestra historia. Shop Girls, pintada en 1912, es representativa de los últimos vestigios de la América victoriana. La realidad para muchas mujeres trabajadoras a principios del siglo XX era el confinamiento a trabajos en los que eran explotadas de forma rutinaria, especialmente aquellas que trabajaban en molinos y fábricas hasta 70 horas a la semana por tres dólares o menos.    Alrededor de la época en que se pintaba Shop Girls, 154 trabajadores, en su mayoría mujeres jóvenes, murieron en el notorio incendio de la Triangle Shirtwaist Company en 1911 en la ciudad de Nueva York...     La historia de las mujeres trabajadoras de Estados Unidos es una historia de la defensa de compartir, el derecho al voto, el derecho a sindicalizarse, el bienestar de los niños y la extensión de los derechos humanos a todos. A pesar de los obstáculos, a pesar de los estereotipos impuestos por la sociedad, la suya es una revolución aún en ciernes."     — Cartel del Departamento de Trabajo de Nueva York[35]

### Punto bajo
Llegó a un punto bajo en su carrera cuando sufrió una enfermedad mental  y fue ingresada en un asilo en 1913.  Expuso sus obras a mediados de la década de 1910, por ejemplo, en la exposición de 1916 en la Academia de Bellas Artes de Pensilvania, cuando exhibió El jardinero. 

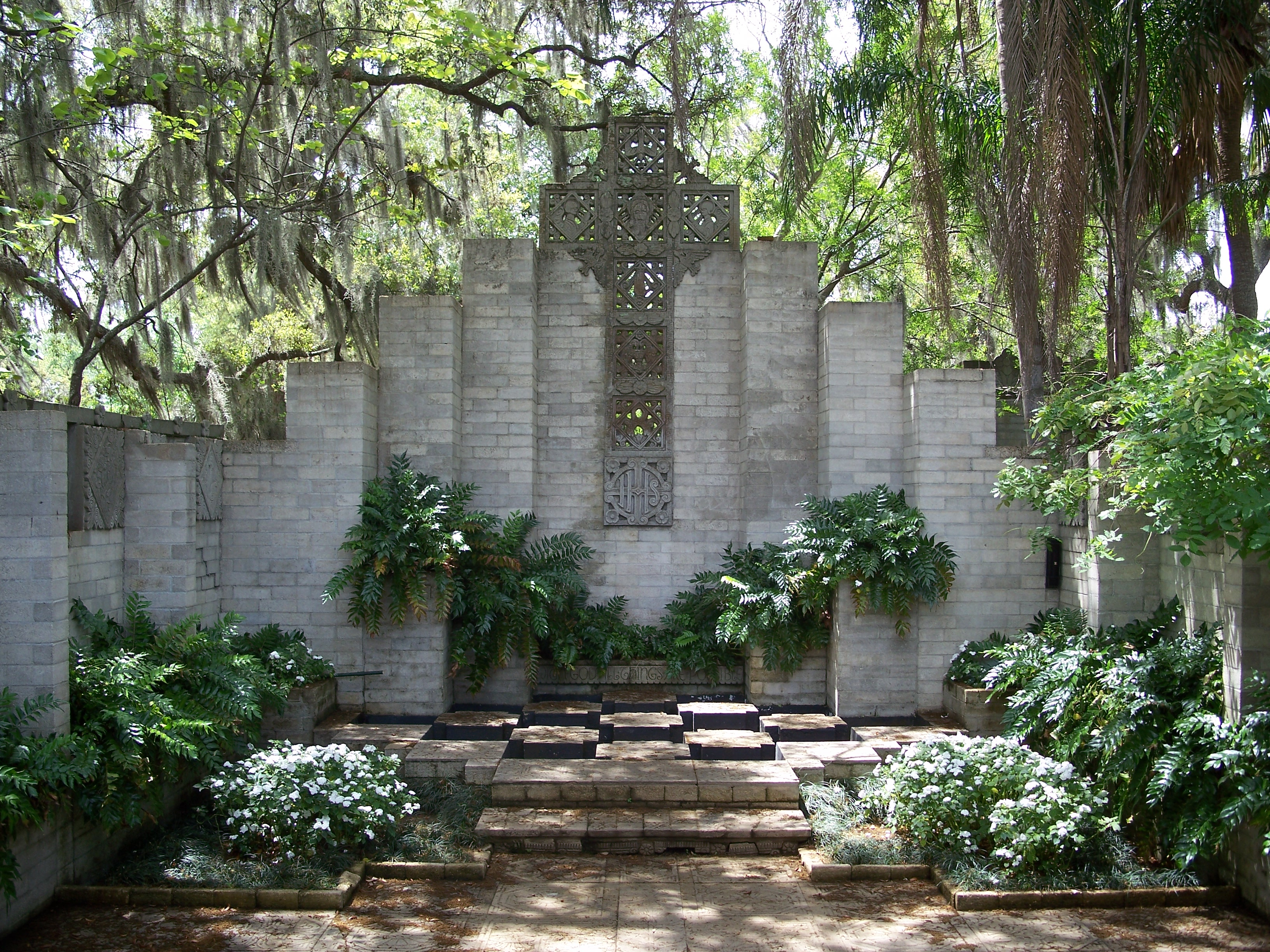
Instituto de Investigación, ahora Centro de Arte Maitland, Maitland, Florida

### Colonias de artistas
Fue una de las pintoras residentes en la MacDowell Colony,  dirigida por Marian MacDowell en Peterborough, New Hampshire.  Lilla Cabot Perry fue otra de las pintoras residentes.  La colonia proporcionó residencia y lugar para que hombres y mujeres desarrollaran su talento literario, artístico o musical.   Sparhawk-Jones fue identificada como una de los "hombres y mujeres que han enriquecido la vida estadounidense". Entre las otras personas influyentes nombradas estaban el gobernador y poeta puertorriqueño Luis Muñoz Marín, los novelistas Willa Cather y Thornton Wilder, y el poeta Edwin Arlington Robinson.  Según Starhawk-Jones, ella estuvo allí por una suma total de unos diez años, y Robinson estuvo allí durante cada una de sus estancias. 
En 1928,  residía en Yaddo,   una comunidad de artistas de 400 acres en Saratoga Springs, Nueva York, fundada por Spencer y Katrina Trask.  Continuó recibiendo invitaciones para visitar Yaddo para estancias de uno o dos meses a lo largo de los años, y sus obras se exhibieron con las de los residentes de Yaddo después de sus estancias, como en 1956 cuando dos de sus acuarelas se incorporaron en una Exposición de Yaddo en el Museo de Schenectady.  Otros antiguos residentes de Yaddo incluyen a Langston Hughes, Katherine Anne Porter, Truman Capote y Sylvia Plath. 
Durante dos o tres años, vivió y trabajó en Florida en el Instituto de Investigación (ahora Maitland Art Center), dirigido por Mary Louise Curtis Bok, más tarde esposa de Efrem Zimbalist, y Andre Smith.  Sus obras se expusieron en la Research Studio Gallery a fines de marzo y principios de abril de 1940. 

### Carrera posterior
Animó a la galería y a la Academia de Bellas Artes de Pensilvania a exponer las obras del autodidacta Horace Pippin, de quien dijo: "Para mí, es uno de los pocos artistas reales de nuestro siglo, cuando se encuentra en su mejor momento". 
En el libro de 1940 Pensilvania; una guía del estado de Keystone, Sparhawk-Jones fue identificada como una de los "artistas jóvenes importantes" del estado.  William Alexander Newman Dorland también la identificó como una mujer pintora de talento, junto con Cecilia Beaux y otras pintoras estadounidenses e inglesas en su libro The Sum of Feminine Achievement .  Reestableció su carrera con obras modernas en la década de 1940, durante la cual vivió en Filadelfia.   Sparhawk-Jones ha tenido seguidores especialmente en Chicago y Filadelfia. 
En 1940 combinó la acuarela y el óleo en Las generaciones. De su talento para la pintura, Marsden Hartley dijo: "Parece ser que es con una especie de estoque mental como ella concibe el tema de sus cuadros, que bordean lo excepcionalmente contundente y son diferentes en pensamiento, así como ejecución, de las obras de la mayoría de los pintores suaves entre hombres y mujeres. Es una pintora pensante con un raro sentido del drama y del incidente poético y romántico.” 
También pintó con acuarela en la década de 1940,  produciendo obras como The Dreamer, que se encuentra en la colección permanente del Museo de Arte de Delaware. 
La curadora del Museo, Heather Campbell Coyle, lo comparó con El sueño de Miguel Ángel (c.1533) y el Capricho 43: El sueño de la razón produce monstruos (1799) de Francisco Goya. En la pintura de Sparhawk-Jones, la soñadora es una mujer desnuda dormida rodeada de imágenes que parecen reflejar su espeluznante pesadilla.  Un esqueleto yace contra una piedra en primer plano y, sobre ella, mujeres desnudas son transportadas por "criaturas aladas" hacia la oscuridad.  Las mujeres también se dejan llevar por hombres con alas, vestidos con trajes de negocios.  La pintura tiene una composición similar a la pintura de Miguel Ángel, pero Coyle afirma que, para ella, la obra es más similar a la pintura de Goya que también incluye criaturas aladas sobre el hombre dormido de la pintura. 
Sparhawk-Jones fue destacada en 1944 en la revista American Artist, en la que la autora cuestionó: "Es extraño que no sea reconocida en todas partes como una de las pintoras más capaces y distinguidas de los Estados Unidos".  Es posible que Sparhawk-Jones no haya alcanzado una mayor fama, porque en ese momento había un "techo de cristal" para las mujeres artistas que les impedía alcanzar una notoriedad significativa, según el biógrafo Townsend Ludington.  Jerry Saltz de Village Voice, por ejemplo, encontró que las pintoras modernas, nacidas entre 1879 y 1969, solo representaban el 5% de las pinturas en la colección permanente del Museo de Arte Moderno,  que incluye una de sus pinturas, Mujer sobresaltada. Barbara Lehmen Smith postuló teorías adicionales. Por ejemplo, también podría haber sido porque no promocionó sus pinturas, lo que se complicó aún más por la destrucción de pinturas cuando estaba enferma. Otra teoría es que no la tomaron en serio debido a sus períodos de enfermedad mental. 
En abril de 1948 se llevó a cabo una exposición de sus acuarelas en la PAFA.  A partir de mediados de la década de 1950 y hasta mediados de la de 1960, vivió y disfrutó pintando en París en el hotel Saint Roman, cerca del Jardín de las Tullerías y el Louvre.  Su obra apareció en un artículo en la edición de verano de 1954 del New Mexico Quarterly.  Sparhawk-Jones fue descrita como una pintora emocional que creó obras de arte espirituales en la década de 1960.  Fue entrevistada en 1964 para un proyecto de historia oral por Ruth Gurin Bowman, curadora de la colección de arte de la Universidad de Nueva York, quien entregó los materiales de la entrevista a Archives of American Art.  Ese año ganó un premio por su pintura de un paisaje marino en la exposición Silvermine Guild of Artists en Nueva Inglaterra. 
Los documentos sobre su carrera, incluidos catálogos de exposiciones, bocetos, declaraciones de artistas y recortes de periódicos, se encuentran en el edificio Victor en el Museo de Arte Americano Smithsoniano / Biblioteca de la Galería Nacional de Retratos. 
En 2010, Elizabeth Sparhawk-Jones: The Artist Who Lived Twice, una biografía de su vida, fue escrita y publicada por Barbara Leham Smith. Su investigación incluyó cuatro cajas de materiales que habían pertenecido originalmente a Sparhawk-Jones que se incluyeron inadvertidamente con las cajas de Smith durante una mudanza de la oficina de La Paix, la antigua casa de Margaret Sparhawk Jones Turnbull,  a otra Ubicación en el St. Joseph Medical Center alrededor de 1993. 

## Colecciones

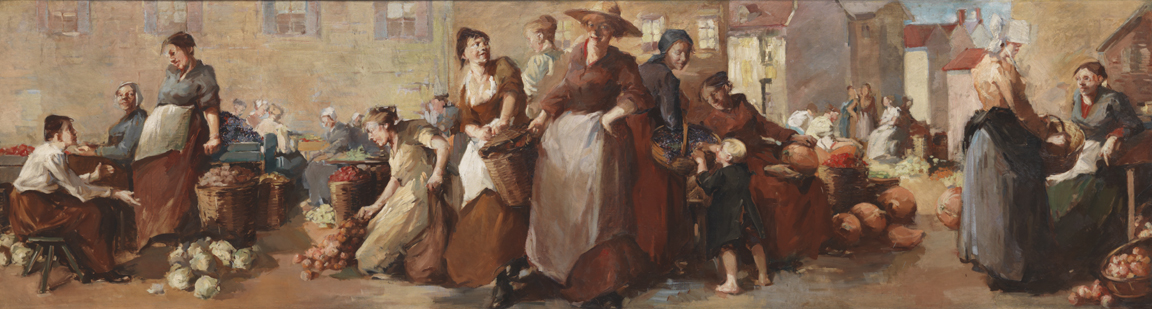
Elizabeth Sparhawk Jones, The Market, 1909, Academia de Bellas Artes de Pensilvania, Filadelfia

El actor Claude Rains fue un coleccionista de sus obras.  Sus obras en colecciones privadas tienen un valor de hasta 250.000 $  y se encuentran en las siguientes colecciones públicas:
- Instituto de Arte de Chicago
  - Zapatería, c. 1911, óleo sobre lienzo [52]
  - Chicas de tienda, c. 1912, óleo [32]
- Museo de Arte de Delaware - El soñador, c. 1942, tempora a bordo [53] [47]
- Museo Metropolitano de Arte – Cariátides, 1940 acuarela sobre lino [54]
- Museo de Arte Moderno – Mujer sobresaltada, c. 1956, óleo sobre lienzo [55]
- Academia de Bellas Artes de Pensilvania
  - El Mercado, antes de 1909, aceite [56]
  - Mujer con pez, 1936 o 1937, óleo sobre lienzo [57]
- Museo Whitney de Arte Americano – El mar reclama lo suyo, 1961, óleo sobre lienzo [58]
- Museo de Arte de Wichita - Las Generaciones, c. 1942, acuarela y óleo sobre seda [59] [46]

### Catálogos de exposiciones
- Graham Gallery (1964). Elizabeth Sparhawk-Jones. Graham Gallery.
- Frank K.M. Rehn Galleries (1956). Elizabeth Sparhawk-Jones. Frank K.M. Rehn Galleries.

### Acerca de Sparhawk-Jones
- Anne d'Harnoncourt (1976). «Elizabeth Sparhawk-Jones». Philadelphia: Three Centuries of American Art – Bicentennial exhibition, April 11 – October 10, 1976. Philadelphia: Philadelphia Museum of Art. pp. 493–494. ISBN 0876330162.
- George Semsel (1960). Three Neglected Painters: Alice Neel, Clifford Gress-Wright, and Elizabeth Sparhawk-Jones. Wagner College, New York: Wagner Literary Magazine. pp. 42-46.
- «She Paints on Her Pulse». American Artist 8 (7): 10. September 1944. «The article presents information about painter Elizabeth Sparhawk-Jones and her paintings. It is stated that she brings highly original interpretations of well-worn themes like "Susanna and the Elders," "A Letter to One Loved," and "On Hearing of the Death of a Friend." Excerpts from Sparhawk-Jones letters are also presented where she shares personal experiences in painting.»
- Barbara Lehman Smith (May–June 2013). «Elizabeth Sparhawk-Jones: An Overlooked Phenomenon». Fine Art Connoisseur.

- Datos: Q19691554
- Multimedia: Elizabeth Sparhawk-Jones / Q19691554